# کانگ جه گیو
کانگ جه گیو (کره‌ای: 강제규؛ زادهٔ ۲۳ دسامبر ۱۹۶۲) کارگردان و فیلم‌نامه‌نویس اهل کره جنوبی است.